# Jürgen Winkler (Mediziner)
Jürgen Winkler (* 17. Dezember 1958 in Tübingen) ist ein deutscher Neurologe, Neurobiologe und Hochschullehrer in Erlangen.

## Leben
Winkler besuchte von 1965 bis 1977 das Helmholtz-Gymnasium Karlsruhe. Nach dem Abitur war er zwei Jahre bei der Bundeswehr; entlassen wurde er als Leutnant der Reserve. Ab 1979 studierte er Medizin an der Albert-Ludwigs-Universität Freiburg und an der Louis Pasteur Universität in Straßburg. 1980 wurde er Mitglied des Corps Hubertia Freiburg. Nach dem Staatsexamen und der Approbation schrieb er eine immunbiologische Doktorarbeit bei Sabine von Kleist. Er wurde magna cum laude zum Dr. med. promoviert. Seine klinische Ausbildung durchlief er in der Würzburger Neurologie und Psychiatrie (1988–1992) und in La Jolla, University of California, San Diego (1992–1999). Seit 1997 auch an der Universität Regensburg, habilitierte er sich dort im März 2000. Nach zwei Jahren als Privatdozent erhielt er zum 1. Februar 2002 eine C3-Professur für Klinische Neurobiologie.
Seit 2006 koordiniert er den Bayerischen Forschungsverbund Adulte Neurale Stammzellen ForNeuroCell.
Seit 2008 ist Winkler Leiter des Bereichs „Molekulare Neurologie“ an der Neurologischen Universitätsklinik Erlangen. Winkler ist verheiratet und hat drei Kinder.

## Auszeichnungen
- McDonnell-Pew Fellowship, Salk Institute, La Jolla (1994)
- Research Award, Sam and Rose Stein Institute for Research on Ageing, San Diego (1995)
- Hirnliga Preis, Alzheimer Gesellschaft (1996)
- Japanes Society for Intractable Disorders, Tokyo (1996)
- National Brookdale Professur, New York (1997)
- Businessplan Wettbewerb Nordbayern (2003)